# リシャール・ボーランジェ
リシャール・ボーランジェ（仏: Richard Bohringer, 1942年1月16日 - ）は、フランス出身の俳優である。ジャン＝ジャック・ベネックスやリュック・ベッソン、ピーター・グリーナウェイなど、個性的な監督達の作品に出演。リシャール・ボランジェ、リチャード・ボーリンジャーとも呼ばれる。

## 来歴
アリエ県のムーラン出身。第二次世界大戦中に出会った、ドイツ国防軍士官とフランス人女性の間に生まれた。リシャールの出生時、両親はドイツから逃れるため乳児の彼を母方の祖母に捨てていった。祖母はエピネー＝シュル＝セーヌの低所得者用集合住宅に住んでいた。困難にみまわれた人生の始まりにもかかわらず、ボーランジェは祖母とともに過ごした自らの子供時代を幸福であったと述懐している。
当初ライターとして活動を開始し、『Zorgl'ub』（1966年）など戯曲2作を発表。次いで『奇襲戦隊』の脚本に加わり、映画界への一歩を踏み出す。1973年にはシャルル・マトン監督作『L'italien des roses』で映画初主演。1977年『ムッシュとマドモワゼル』に脇役で出演した際、同作の助監督を務めていたジャン＝ジャック・ベネックスの目に留まり、同監督のヒット作『ディーバ』（1981年）に起用される。これで一気に知名度が上昇したことで、それまでの放浪生活に別れを告げ、俳優業に本格的に乗り出す。1984年『L'Addition』でセザール賞助演賞。1987年『フランスの思い出』で同主演賞を受賞。1988年、70年代の放浪生活をベースにした自叙伝的エッセイ「C'est beau une ville la nuit」を発表し、25万部のベストセラーを記録。これを自らの手で監督・映画化する構想を抱き、主演にチェッキー・カリョ、助演に実娘のロマーヌ・ボーランジェらをキャスティングする。この映画の構想はその後紆余曲折を経て形を変えながら、2006年になってようやく『C'est beau une ville la nuit』として日の目を見た。小説を発表後、歌手にも挑戦しており、1999年から2002年までの間に3枚のアルバムを出している。
無論この間、多くの映画作品に出演して俳優としての地位も確立してきており、多彩な才能に溢れた現代フランス映画界を代表する存在の一人となっている。
歌を歌うことが好きな彼はアフリカをこよなく愛しており、2002年にセネガル国籍を取得した。

## 出演作品
| 公開年 | 邦題 原題                                                                           | 役名                   | 備考                      |
| ------ | ----------------------------------------------------------------------------------- | ---------------------- | ------------------------- |
| 1977   | ムッシュとマドモアゼル L'animal                                                     | セルジオのアシスタント |                           |
| 1980   | ザ・カンニング IQ=0 Les sous-doués                                                  |                        |                           |
| 1980   | 終電車 Le dernier métro                                                             | ゲシュタポの将校       |                           |
| 1980   | ラ・ブーム La Boum                                                                  | アントワーヌ           |                           |
| 1981   | ディーバ Diva                                                                       | ゴロディッシュ         |                           |
| 1981   | 愛と哀しみのボレロ Les Uns et Les Autres                                            | リカルド               |                           |
| 1982   | 流血の絆/野望篇 Le Grand Pardon                                                     | サクリスタン           |                           |
| 1984   | L'Addition                                                                          | ロルカ                 | セザール賞助演男優賞 受賞 |
| 1985   | ゲームの殺人 Péril en la demeure                                                    | ダニエル・フォレスト   |                           |
| 1985   | サブウェイ Subway                                                                   | 花屋                   |                           |
| 1985   | DIESEL/ディーゼル Diesel                                                            | ウォルター             |                           |
| 1986   | 神風 Kamikaze                                                                       | ロマン刑事             |                           |
| 1987   | フランスの思い出 Le grand chemin                                                    | ペロ（マルセルの夫）   | セザール賞主演男優賞 受賞 |
| 1988   | エレベーターを降りて左 A gauche en sortant de l'ascenseur                           | ボリス                 |                           |
| 1989   | フランスの友だち Apres la guerre                                                    | フランツ＝ジョセフ     |                           |
| 1989   | 愛と欲望の果てに/ドレスの下のフランス革命 Les Jupons de la Révolution : Marat       | ジャン＝ポール・マラー | テレビシリーズ            |
| 1989   | コックと泥棒、その妻と愛人 The Cook, the Thief, His Wife & Her Lover                | リチャード（シェフ）   |                           |
| 1990   | スタン・ザ・フラッシャー Stan the Flasher                                           | デヴィッド             |                           |
| 1990   | 宮廷円舞曲 Dames Galantes                                                           | ブラントーム           |                           |
| 1991   | 恋路 La Reine Blanche                                                               | ジャン・リポッシュ     |                           |
| 1991   | パリの天使たち Une époque formidable...                                             | トゥービブ             |                           |
| 1992   | バルジョーでいこう! Confessions d'un Barjo                                          | シャルル               |                           |
| 1992   | 伴奏者 L'accompagnatrice                                                            | シャルル・ブリス       |                           |
| 1993   | タンゴ Tango                                                                        | ヴァンサン             |                           |
| 1994   | イヴォンヌの香り Le Parfum d'Yvonne                                                 | イヴォンヌのおじ       |                           |
| 1994   | オディールの夏 Le sourire                                                           | ジャン＝ジャン         |                           |
| 1995   | 川のうつろい Les caprices d'un fleuve                                               | ブラネ                 |                           |
| 1996   | パンチ! Le Montreur de Boxe - Lucky Punch                                           | アベル・ジヌー         |                           |
| 1996   | ティコ・ムーン Tykho Moon                                                           | グレンバー             |                           |
| 1997   | 原色パリ図鑑 La vérité si je mens !                                                 | ヴィクトール           |                           |
| 1997   | ワイルド・アニマル 야생동물보호구역（野生動物保護区域、Yasaeng dongmul bohoguyeog） | ボス                   |                           |
| 1998   | ホロコースト2000 Opernball                                                          | ミシェル・ルボワッソン | テレビ映画                |
| 1999   | アンルーリー 復讐の街 Méditerranées                                                 | ラミレス               | 日本劇場未公開            |
| 1999   | レンブラントへの贈り物 Rembrandt                                                    |                        |                           |
| 2001   | ダーク・シークレット Une fille dans l'azur                                          | ソラ                   | テレビ映画                |
| 2003   | にんじん Poil de carotte                                                            | ルピック氏             | テレビ映画 監督・出演     |
| 2003   | 極限感染/バードハザード Virus au paradis                                            | リュカ                 | テレビ映画                |
| 2004   | 愛の妖精 La petite Fadette                                                          | バーボー父             | テレビ映画                |
| 2008   | 提督の戦艦 Адмиралъ                                                                 | モーリス・ジャナン将軍 |                           |
| 2012   | 漆黒の闇で、パリに踊れ Une nuit                                                     | マルコ（ジョーの父親） |                           |
| 2013   | SHIBARI 壊れた二人 Une histoire d'amour                                             | 若い女の夫             | 日本劇場未公開            |
| 2015   | 白い帽子の女 By the Sea                                                             | パトリス               |                           |

## 脚本
- 飼育の部屋 La punition (1973)

## 参照
1. ↑  Interview lors du fr:Journal de 20 heures (France 2) le 2016年5月1日閲覧。
2. ↑  Biographie sur son site officiel